# Susan Brownmiller
Susan Brownmiller, nata Warhaftig (New York, 15 febbraio 1935 – New York, 24 maggio 2025) è stata una giornalista, scrittrice e attivista statunitense meglio conosciuta per il suo libro del 1975 Against Our Will: Men, Women, and Rape.

## Biografia
Brownmiller nacque a Brooklyn da Mae e Samuel Warhaftig, una coppia ebrea della classe medio-bassa. Suo padre era un venditore nel Garment Center e in seguito un venditore nei grandi magazzini Macy's, e sua madre era una segretaria nell'Empire State Building. In seguito adottò lo pseudonimo Brownmiller, cambiando legalmente il suo cognome nel 1961.
Nel 1972 firmò la petizione della rivista Ms. a favore delle leggi sull'aborto.
Si definiva "una donna single", nonostante fosse una "grande sostenitrice del romanticismo e della partnership". "Vorrei essere in stretta collaborazione con un uomo di cui rispetto il lavoro" dichiarò a un intervistatore, attribuendo la sua condizione di celibe al fatto di "non essere disposta a scendere a compromessi".

### Formazione
Da bambina Brownmiller frequentava l'East Midwood Jewish Center per due pomeriggi a settimana per imparare la storia ebraica. In seguito avrebbe commentato: "Tutto si è confuso nel mio cervello tranne che per un filo: un sacco di persone nel corso dei secoli sembrava voler fare del male al popolo ebraico. . . . Posso sostenere che il mio percorso scelto - combattere i danni fisici, in particolare il terrore della violenza contro le donne - ha avuto origine in ciò che avevo imparato alla Hebrew School sui pogrom e sull'Olocausto ".
Ha avuto "un'adolescenza burrascosa", frequentando la Cornell University per due anni (dal 1952 al 1954) con una borsa di studio, ma senza laurearsi. Successivamente ha studiato recitazione a New York. È apparsa in due produzioni off-Broadway.

### Carriera
Il percorso di Brownmiller nel giornalismo è iniziato con una posizione editoriale in una "rivista di confessione". Ha continuato a lavorare come assistente del caporedattore alla Coronet (1959-1960), come redattore dell'Albany Report, una rivista settimanale della legislatura dello Stato di New York (1961-1962), e come ricercatrice per gli affari nazionali presso il Newsweek (1963-1964). A metà degli anni '60 è stata reporter per NBC -TV a Philadelphia (1965), redattrice per The Village Voice (1965) e redattrice di notizie di rete per ABC-TV a New York (1966-1968).
A partire dal 1968 ha lavorato come scrittrice freelance: le sue recensioni di libri, saggi e articoli sono apparse regolarmente in pubblicazioni tra cui The New York Times, Newsday, The New York Daily News, Vogue e The Nation. Nel 1968 si è rifiutata di pagare tasse per protestare contro la guerra in Vietnam.

Brownmiller si offrì volontaria per Freedom Summer nel 1964, dove lavorò alla registrazione degli elettori a Meridian, Mississippi. Secondo il suo racconto: 
 Tornata a New York, iniziò a scrivere per The Village Voice e divenne una giornalista televisiva presso l'American Broadcasting Company, incarico che mantenne fino al 1968. Continua a scrivere e parlare di questioni femministe, tra cui un recente libro di memorie e la storia del femminismo radicale della seconda ondata dal titolo In Our Time: Memoir of a Revolution (1999). I suoi documenti sono stati archiviati ad Harvard nella Arthur and Elizabeth Schlesinger Library on the History of Women in America.

### Against Our Will
Against Our Will (1975) è un libro femminista in cui Brownmiller sostiene che lo stupro "non è altro che un processo cosciente di intimidazione mediante il quale tutti gli uomini mantengono tutte le donne in uno stato di paura". Per scrivere il libro, dopo aver contribuito a organizzare il New York Radical Feminists Speak-Out on Rape il 24 gennaio 1971 e la New York Radical Feminists Conference on Rape il 17 aprile 1971, ha trascorso quattro anni a indagare sullo stupro. Ha studiato lo stupro nel corso della storia, dai primi codici della legge umana fino ai tempi moderni. Ha raccolto ritagli per trovare modelli nel modo in cui lo stupro viene segnalato in vari tipi di giornali, ha analizzato le rappresentazioni di stupro in letteratura, film e musica popolare e ha valutato le statistiche sulla criminalità.
Against Our Will fu un libro molto controverso. La premessa di base di Brownmiller fu contestata da alcune sezioni dell'ala sinistra, che hanno ritenuto falso che "tutti gli uomini traggono vantaggio" dalla cultura dello stupro e che credevano piuttosto che fosse possibile organizzare insieme uomini e donne per opporsi alla violenza sessuale. Il libro ha ricevuto critiche anche da Angela Davis, che pensava che Brownmiller non tenesse conto del ruolo che le donne di colore hanno svolto nel movimento anti-linciaggio e che la discussione di Brownmiller sullo stupro e sulla razza sia diventata una "partnership sconsiderata che rasenta il razzismo".
Nel 1995 la New York Public Library ha selezionato Against Our Will come uno dei 100 libri più importanti del XX secolo.

### Attivismo
È stata coinvolta per la prima volta nel Movimento di liberazione delle donne a New York nel 1968, unendosi a un gruppo di sensibilizzazione nella neonata organizzazione New York Radical Women. Brownmiller ha continuato a coordinare un sit-in contro il Ladies 'Home Journal nel 1970, ha iniziato a lavorare su Against Our Will dopo che le femministe radicali di New York si erano pronunciate sullo stupro nel 1971. Nel 1977 è diventata un'associata del Women's Institute for Freedom of the Press (WIFP).

## Opere
- Shirley Chisholm: A Biography (Doubleday, 1970)
- Against Our Will: Men, Women, and Rape (Simon and Schuster, 1975/Fawcett Columbine 1993)
  - Contro la nostra volontà, Bompiani, 1976
- Femininity (Linden Press/Simon & Schuster, 1984)
  - Femminilità, Milano, Feltrinelli, 1985
- Waverly Place (Grove Press, 1989)
  - Un posto a New York, traduzione di Giorgio Brambilla, Milano, Frassinelli, 1990
- Seeing Vietnam: Encounters of the Road and Heart (Harper Collins, 1994)
- In Our Time: Memoir of a Revolution (Dial Press, 1990)
- My City High Rise Garden (Rutgers University Press, 2017)[17]

## Onorificenze
Brownmiller ha vinto un Alicia Patterson Journalism Fellowship nel 1973 per aver ricercato e scritto sul crimine di stupro. È presente nel film di storia femminista She's Beautiful When She's Angry (2014).